# Lladurs (poble)
|  | Aquest article tracta sobre el poble de Lladurs. Vegeu-ne altres significats a «Lladurs». |

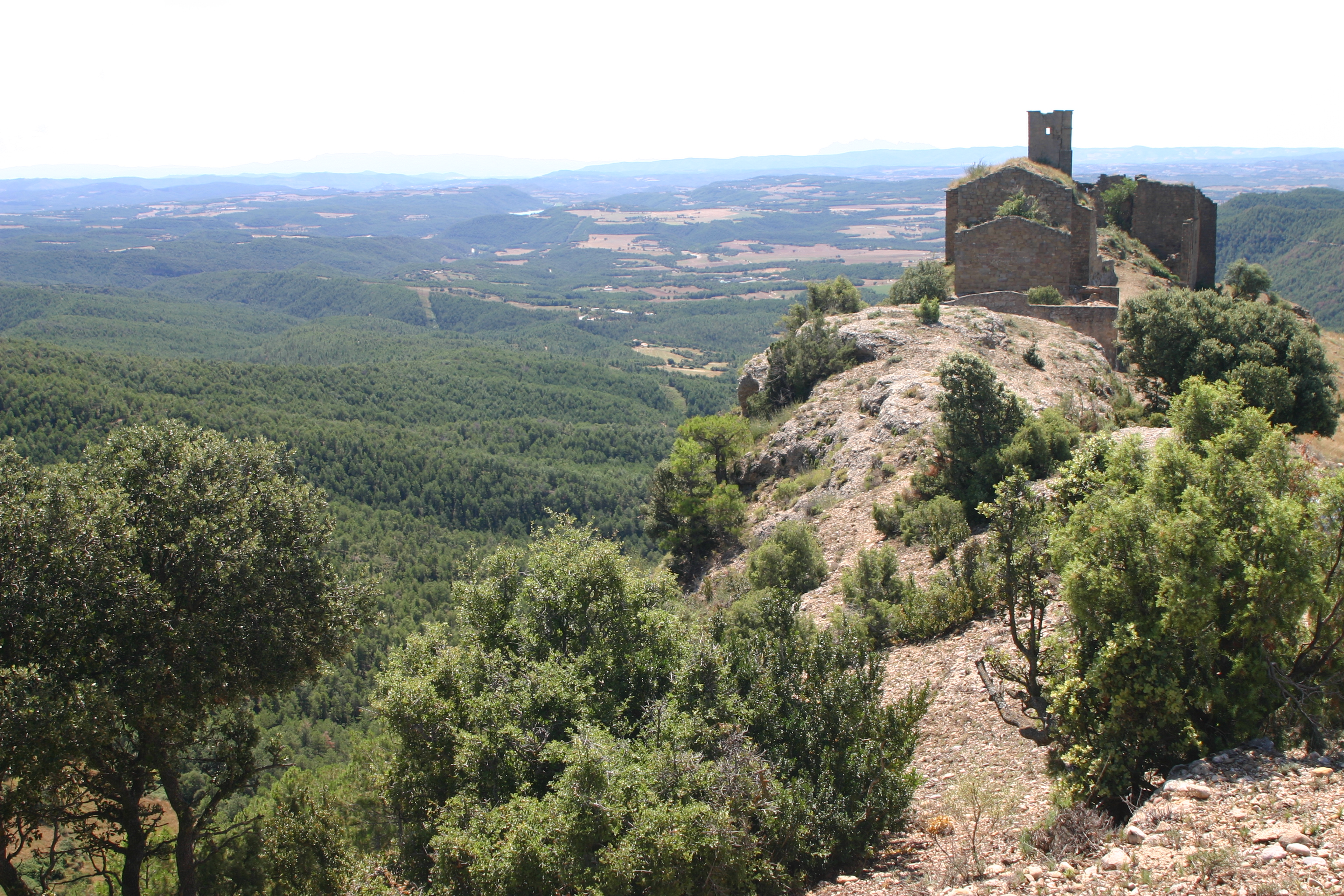
El castell de Lladurs i l'antiga parròquia de Sant Martí

Lladurs (IPA: [ʎaðúrs], antigament IPA: [laðúrs]) és un poble, i una entitat de població, integrat exclusivament per masies que històricament es va formar a redós de l'antic castell i la parròquia de Lladurs. Avui el castell (castell de Lladurs) i la primitiva parròquia (Sant Martí de Lladurs), ambdós situats a 983 m. d'altitud dalt d'un esperó encinglerat que es troba a l'extrem meridional del pla de Riard, estan enrunats. Des de l'any 1913 una nova parròquia (Santa Maria de Lladurs). s'aixeca al peu de l'esperó, a 832 m. d'altitud, al costat de la carretera LV-4241b. A tocar de la nova parròquia hi ha l'ajuntament i l'Escola de Lladurs, l'única escola del municipi que resta en funcionament.

## Demografia
| Evolució demogràfica |            |            |            |                   |                   |                   |       |
| Any                  | Nucli urbà | Nucli urbà | Nucli urbà | Poblament dispers | Poblament dispers | Poblament dispers | Total |
| Any                  | Homes      | Dones      | Total      | Homes             | Dones             | Total             | Total |
| 2000                 | 0          | 0          | 0          | 41                | 46                | 87                | 87    |
| 2001                 | 0          | 0          | 0          | 38                | 45                | 83                | 83    |
| 2002                 | 0          | 0          | 0          | 38                | 47                | 85                | 85    |
| 2003                 | 0          | 0          | 0          | 38                | 45                | 83                | 83    |
| 2004                 | 0          | 0          | 0          | 38                | 41                | 79                | 79    |
| 2005                 | 0          | 0          | 0          | 37                | 38                | 75                | 75    |
| 2006                 | 0          | 0          | 0          | 37                | 35                | 72                | 72    |
| 2007                 | 0          | 0          | 0          | 38                | 34                | 72                | 72    |
| 2008                 | 0          | 0          | 0          | 40                | 35                | 75                | 75    |
| 2009                 | 0          | 0          | 0          | 37                | 33                | 70                | 70    |
| Font: INE            |            |            |            |                   |                   |                   |       |

## Poblament
El poblament del poble de Lladurs és format exclusivament per masies.
- Llista de masies de Lladurs.